# Баканов Віталій Андрійович
Віталій Андрійович Баканов (нар. 22 жовтня 1948, Київ) — український києвознавець, літератор, журналіст.

## Життєпис
Віталій Андрійович Баканов народився 22 жовтня 1948 року в Києві.
Дитинство пройшло на Подолі в Києві. Навчався в київській середній школі № 158 в Цимлянськом провулку і Київському технікумі напівпровідникових приладів. Потім вступив до Київського політехнічного інституту, вечірнє відділення якого закінчив у 1974 році. Трудову діяльність розпочав у 1967 році. Працював в різних організаціях Києва, переважно на інженерних посадах. З початку 1970-х років почав цікавитися історією Києва. З 1997 року в газетах і журналах друкуються його матеріали — в основному, про післявоєнний період історії Києва.

## Автор книг
- «Киев — Подол» (2002);
- «Киевский ветер» (2006);
- «Мой Киев» (2006);
- «Киевская жизнь» (2007);
- «Записки киевского обывателя» (2008);
- «Киевские хроники» (2009);
- «Киевские огни» (2010);
- «Киевская ностальгия» (2011);
- «Забытые страницы киевского быта» (2011);
- «Киевская ностальгия» (2012, видання друге, доповнене);
- «Детство 50-х — 60-х. Воспоминания киевлянина» (2012);
- «Благодать Божия» (перше видання, 2013; видання друге, доповнене, 2013);
- «Киев пятидесятых… Книга воспоминаний» (2013);
- «Киев пятидесятых… Книга воспоминаний» (2013, видання друге, доповнене);
- «В Киеве так бывало… (Воспоминание о городе)» (2014);
- «Мелочи киевской жизни» (2015);
- «Дети Подола» (2016);
- «Дворы, переулки и весь Киев» (2016);
- «Вчера на Подоле» (2017);
- «От Подола до Приорки» (2017);
- «Истории подольских дворов» (2018);
- «Это было на Подоле» (2018).

- БІБЛІОГРАФІЯ
- https://kiekray-nadin.blogspot.com/2012/11/blog-post_4927.html?q=баканов+віталій